# Denominació d'Origen Tarragona
La Denominació d'Origen Tarragona és el segell que identifica i protegeix els vins elaborats al Camp de Tarragona i part de la Ribera d'Ebre.

## Geografia
La regió vinícola comprèn dues zones diferenciades, amb un total de 73 municipis:
- El Camp de Tarragona, entre la Mediterrània, el riu Gaià a llevant i les serres de Prades i del Montsant a ponent. El terreny és irregular, de baixa muntanya, entre les comarques de l'Alt Camp, el Baix Camp i el Tarragonès. La precipitació mitjana anual és de 500 mm, però molt irregular i concentrada al principi de la tardor.[2]
- La Ribera d'Ebre, a banda i banda del riu Ebre. El terreny és regular, pla i fèrtil, amb alta lluminositat. La precipitació mitjana anual és de 385 mm.[2]

El clima és netament mediterrani.

## Història
En la denominació es troba l'origen de la producció vinícola de la Catalunya Nova. Les vinyes ja eren conreades pels ibers sota la influència de les colònies gregues, però van ser els romans els impulsos de l'elaboració i la comercialització del vi després d'instal·lar-se a Tàrraco el 218 aC. Els vins tarragonins s'exportaven a Roma i tot l'Imperi Romà. Sobretot eren apreciats els vins dolços descrits per autors llatins del segle i, com Sili Itàlic, Marc Valeri Marcial i Plini el Jove.
Al segle xix els vins generosos de Tarragona s'exportaven en gran quantitat a les colònies d'ultramar. Entre la burgesia i l'aristocràcia anglesa va fer fortuna el Tarragona Clàssic, un vi dolç, aromàtic i d'altra graduació. Després de la plaga de la fil·loxera la regió va saber refer-se en convertir-se en una de les pioneres en la certificació d'origen. El 1932 va obtenir un estatut de protecció del vi, i el 1976 es va constituir la denominació d'origen. El 2001, en crear-se la nova DO Montsant, es va segregar la subzona de Falset que va passar a la nova denominació d'origen.

## Vinificació
Són característics els vins dolços, de licor: mistela, moscatell, garnatxa, vi ranci i vimblanc. Destaquen el vi de missa i el Tarragona Clàssic. La producció de raïm destaca pel raïm blanc (86% el 2005) amb les varietats de macabeu, parellada i xarel·lo, en gran part destinades a la producció de cava.
Els vins secs i tranquils són diversos, amb predomini dels blancs de graduació moderada i aromes fruitades. Els vins negres són d'ull de llebre, garnatxa, merlot i cabernet sauvignon. Malgrat les variacions en els límits de la denominació, continua sent la segona regió productora de Catalunya. Des d'uns anys, el Consell Regulador treballa per a recuperar la identitat vitivinícola de la DO Tarragona en fer reviure varietats oblidades com el sumoll.